# Lista de sistemas de escrita
Esta é uma lista de sistemas de escrita, classificada de acordo com algumas características distintivas.
O nome usual da escrita é dado primeiro (em negrito); o nome da(s) língua(s) na qual a escrita é usada segue entre (parênteses), especialmente nos casos em que o nome da língua difere do nome da escrita.

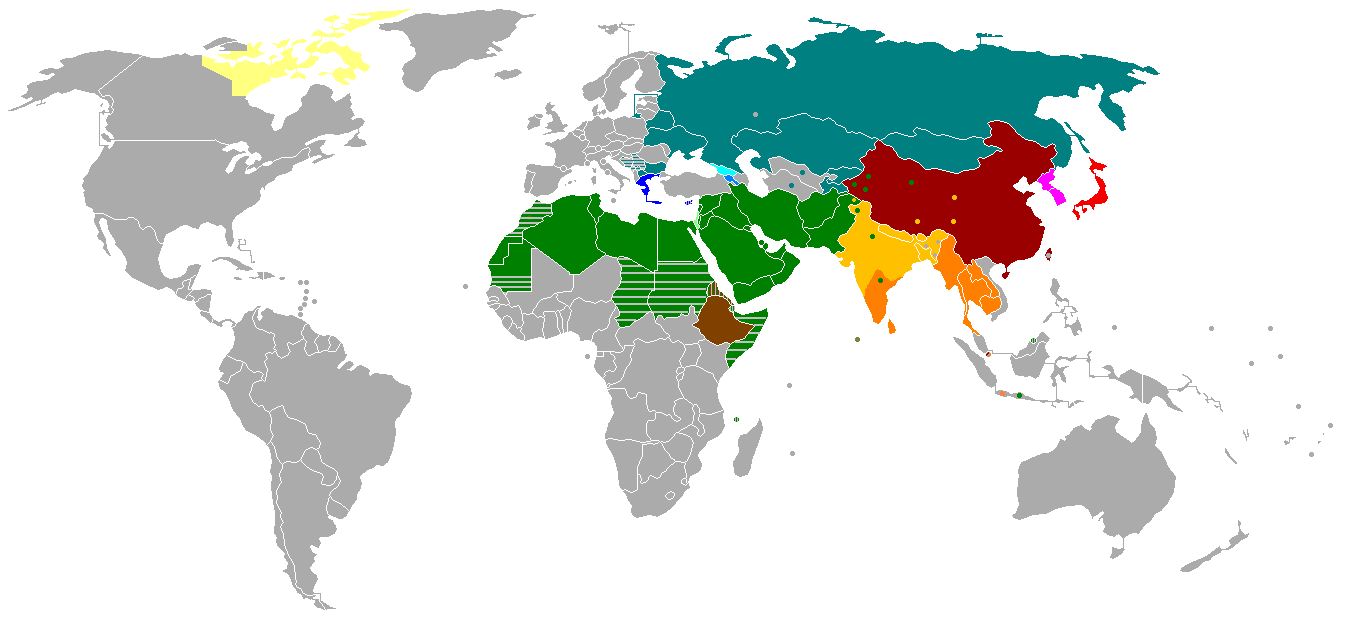

Sistemas de escrita do mundo atual.

| Alfabético                                     | [L]ogográfico e [S]ilábico     | Abjad          | Abugida                                                        |
| ---------------------------------------------- | ------------------------------ | -------------- | -------------------------------------------------------------- |
| Latino Cirílico Grego Armênio Georgiano Hangul | Hanzi [L] Kana [S] / Kanji [L] | Árabe Hebraico | Índico (Norte) Índico (Sul) Etiópico Thaana Silábico canadense |

## Sistemas de escrita pictográficos/ideográficos
As escritas ideográficas (nas quais os grafemas são os ideogramas representando conceitos ou ideias, mais que uma palavra específica), e as escritas pictográficas (nas quais os grafemas são ícones ou figuras) não são capazes de expressar todo o conteúdo comunicativo de uma língua, como argumentam os linguistas John DeFrancis e J. Marshall Unger.  Essencialmente, eles postulam que nenhum sistema de escrita pode ser completamente pictográfico ou ideográfico; deve ser capaz de se referir diretamente a uma língua a fim de conseguir a total capacidade de expressão de uma língua.
Embora existam poucas escritas pictográficas ou ideográficas hoje, não há uma única maneira de lê-las, porque não há correspondência de um para um entre símbolo e língua. Hieróglifos eram habitualmente tidos como ideográficos antes de serem traduzidos, e atualmente a escrita chinesa é erroneamente considerada ideográfica. Em alguns casos de escritas ideográficas, apenas o autor do texto pode dizer com alguma certeza, e pode-se dizer que elas são interpretadas, mais do que lidas. Essas escritas funcionam melhor como ajuda mnemônica para textos orais, ou como esboços que serão desenvolvidos em uma conversa.
- Azteca  — nahuatl
- Dongba — Naxi
- Hieróglifos míkmaq — Míkmaq – No entanto possuem consoantes fonéticas.

Há também sistemas simbólicos usados para outras coisas que não a uma língua. Alguns deles são:
- Escrita bliss – Uma escrita ideográfica construída usada primariamente na Comunicação Argumentativa e Alternativa  (AAC).
- DanceWriting
- New Epoch Notation Painting

## Sistemas de escrita feniciana
Em um sistema de escrita logográfico, um glifo representa uma palavra ou morfema, este possuindo significado na formação de outras palavras,  mais do que elementos fonéticos.
Note que nenhuma escrita logográfica é composta somente por logogramas. Todas essas escritas contém grifos que representam elementos fonéticos. Esses elementos fonéticos podem ser usados podem ser usados por si só (para representar, por exemplo, inflexões gramaticais ou palavras estrangeiras), ou podem servir como complemento fonético para um logograma (usado para especificar o som de um logograma que pode representar em certos casos mais que uma única palavra). No caso do chinês, o elemento fonético é constituído pelo logograma em si; no egípcio e mais, muitos glifos são puramente fonéticos, enquanto outros funcionam tanto como logogramas quanto elementos fonéticos dependendo de contexto. Por essa razão muitas dessas escritas podem ser descritas como logossilábicas ou escritas complexas; a terminologia usada é largamente produto de uso comum no campo, de uso puramente arbitrário e, no caso do hanzi chinês, o conceito de silábico não é ainda o mais adequado, pois poderia induzir à crença de que os ideogramas ou os fonogramas chineses representam uma sílaba. Há sim, um complemento fonético chamado fonograma que faz alusão ao som da palavra, uma espécie de rima, não necessariamente monossilábica, apesar da maioria das palavras chinesas (ou do mandarim) serem monossilábicas.

### Escritas logográficas consonantais
- Hieroglífico, hierático, e demótico —  sistemas de escrita do Antigo Egito.

### Escritas logográficas silábicas ou com complementos fonéticos
- Hieróglifo anatólio — luvita
- Cuneiforme — sumério, acádio, outras línguas semíticas, elamita, hitita, luvita, hurrico, e urartiano
- Hanzi — chinês, japonesa (chamado kanji), coreano (chamado hanja), vietnamita (chamado Han tu, uma variante do chamado Chu nho, ambos obsoletos)
- Maia — chorti, maia yucateca, e outras línguas maias clássicas
- Yi (clássico) — várias línguas yi/lolo

#### Logogramas baseados no chinês
- Geba — naxi
- Jurchen — jurchen
- khitan — khitan
- Tangut — tangut
- Zhuang — zhuang

## Silabários
Em um silabário, grafemas representam sílabas ou moras. (Note que até o século XIX o termo silábicos geralmente significava abugidas mais do que silabários.)
- Afaka — ndyuka
- Escrita alasquiana — yup'ik central
- Cherokee — cherokee
- Cipriota — grego micênico
- Hiragana — japonês
- Katakana — japonês
- Silabário kikakui - mende
- Kpelle — kpelle
- Linear B — grego micênico
- Man'yōgana - japonês
- Nushu —  Yao
- Vai — vai
- Woleaiano — woleaiano (características de silabário)
- Yi (moderno) — várias Línguas yi/lolo

### Semissilabários
Nesses sistemas, algumas combinações entre consoante e vogais são escritas como sílabas, mas outras são escritas como consoante + vogal> no caso do persa antigo, todas as vogais eram escritas separadamente, então esse sistema formava de fato um alfabeto apesar de seus componentes silábicos. Na escrita japonesa um sistema similar desempenha o mesmo papel na escrita de empréstimos de outras línguas; por exemplo, [tu] é escrito [to]+[u], e [ti] como [te]+[i]. Os semissilabários paleo-hispânicos se comportavam como um silabário em consoantes oclusivas e como um alfabeto para todo o resto das consoantes e vogais. O tartessiano ou escrita sul-ocidental é tipologicamente intermediário entre um alfabeto puro e os semissilabários hispânicos completos. Embora a letra usada para escrever a consoante oclusiva fosse determinada pela vogal seguinte, em um semissilabário, a vogal seguinte também deveria ser escrita, como em um alfabeto. Alguns estudiosos consideram o tartessiano como um redundante semissilabário, outros como um redundante alfabeto.
- Semissilabários pré-ibérico.
  - Tartessiano ou escrita do sudoeste — tartéssio
  - Escrita ibérica do sudoeste — ibérico
  - Escrita ibérica do nordeste — ibérico
  - Celtibérico — celtibérico
- Cuneiforme persa antigo — persa antigo

## Escritas segmentais
Uma escrita segmental possui grafemas que representam fonemas (unidade básica de som) de uma língua.
Note que não precisa de haver (e raramente há) uma correspondência de um para um entre os grafemas de uma escrita e os fonemas de uma língua. Um fonema pode ser representado apenas por alguma combinação de grafemas, o mesmo fonema pode ser representado por mais de um grafema, o mesmo grafema pode representar mais de um fonema, ou uma combinação de todos acima.
Escritas segmentais podem ser divididas basicamente de acordo com os tipos de fonemas que tipicamente são gravados:

### Abjads
Um abjad é uma escrita segmental contendo apenas símbolos para consoantes, ou onde vogais são opcionalmente escritas com diacríticos ("pontilhados") ou apenas escrevendo no início da palavra.
- Aramaico
- Arábico — árabe, azeri, balúchi, caxemir, pachto, persa, punjabi, sindi, uigur, urdu, e línguas de vários outros povos islâmicos.
- Dhives akuru — divehi
- Estrangelo — siríaco
- Hebraico — hebraico, iídiche, e outras línguas judaicas
- Jawi - árabe, malaio
- Nabataeano — os Nabateus de Petra
- Pálavi — persa médio
  - Parto
  - Psalter
- Fenício — fenício e outras línguas cananitas
- Proto-Cananita
- sabaeano
  - Arábico meridional — sabaico, catabânico, himiarítico, e hadramáutico
- Sogdiano
- Samaritano (hebraico antigo) — aramaico, árabe, e hebreu
- tifinague — tuaregue

### Alfabetos verdadeiros
Um alfabeto verdadeiro contém letras separadas (não precisando de diacríticos marcadores) para consoantes e vogais.
- Ugarítico — ugarítico, hurriano

#### Alfabetos não característicos lineares
Linear é um alfabeto composto por linhas em uma superfície, como tinta sobre papel.
- Arábico (para uigur)
- Armênio — armênio
- Avestano — avéstico
- Beitha Kukju — albanês
- Copta — egípcio
- Cirílico — línguas eslavas orientais (bielorrusso, russo, ucraniano), línguas eslavas meridionais meridionais (búlgaro, macedônio, sérvio), e outras línguas da Rússia, cazaque, quirguiz, tajique, mongol. Azerbaijão, Turcomenistão, e Uzbequistão estão adotando o uso do alfabeto latino mas o alfabeto cirílico ainda é largamente usado.
- Eclectic Shorthand
- Elbasan — albanês
- Fraser — Lisu
- Gabelsberger shorthand
- Georgiano — georgiano e mingreliano. Variantes incluem mkhedruli, khutsuri, asomtavruli, nuskhuri
- Glagolítico — Antigo eslavo eclesiástico
- Gótico — gótico
- Grego — grego
- Alfabeto Fonético Internacional
- Latino ou romano — originalmente usado para se escrever o latim; atualmente usado para se escrever a maioria das línguas da Europa Central e Ocidental, línguas da África Subsaariana, línguas turcomanas, línguas indígenas das Américas, línguas das ilhas do Sudeste Asiático e línguas da Oceania a maioria das quais adotaram recentemente o alfabeto latino. Línguas que usam uma escrita não latina geralmente possuem um sistema alternativo romanizado para transliteração ou uso secundário.
- Manchu — manchu
- Mandaico — mandaico um dialeto do aramaico
- Mongol — mongol
- Neo-tifinague — tamazigue
- N'Ko — mandinga, Bambara, diúla
- Ogham — gaélico, britânico, picto
- Runas húngaras — húngaro
- Velho alfabeto itálico — etrusco, osco, umbro
- Pérmico antigo (ou Abur) — komi
- Alfabeto de Orkhon — túrquico
- Osmanya — somali
- Runas — línguas germânicas
- Ol Cemet' — santali
- Tai Lue — Lue
- Vah  — bassa
- Zhuyin (Bopomofo) — usado em Taiwan, e como alfabeto por várias línguas formosianas

#### Alfabetos característicos lineares
Uma escrita característica possui elementos que indicam os componentes de uma articulação, como consoante bilabial, fricativa, ou vogal posterior. As escritas diferem em quantas características indicam.
- Gregg Shorthand
- Hangul — coreano
- Alfabeto shaviano
- Visible Speech (uma escrita fonética)
- Notação Stokoe para a American Sign Language

#### Alfabetos manuais
Os alfabetos manuais geralmente são usados para se comunicar em língua de sinais. Eles não são usados para a escrita em si, mas para simbolizar palavras através de gestos.
- Alfabeto manual americano (usado com ligeiras modificações em Hong Kong, Malásia, Paraguai, Filipinas, Singapura, Taiwan, Tailândia)
- Alfabeto manual britânico (usado em alguns países da Commonwealth, como Austrália e Nova Zelândia)
- Alfabeto manual catalão
- Alfabeto manual chileno
- Alfabeto manual chinês
- Alfabeto manual holandês
- Alfabeto manual etíope (um abugida)
- Alfabeto manual francês
- Alfabeto manual grego
- Alfabeto manual islandês (também usado na Dinamarca)
- Alfabeto manual indiano (um alphabeto de fato?; usado nas áreas onde se usa devanagari e gujarati)
- Alfabeto manual internacional (usado na Alemanha, Áustria, Noruega, Finlândia)
- Alfabeto manual iraniano (um abjad; também usado no Egito)
- Alfabeto manual israelense (um abjad)
- Alfabeto manual italiano
- Alfabeto manual coreano
- Alfabetos manuais latino americanos
- Alfabeto manual polonês
- Alfabeto manual português
- Alfabeto manual romeno
- Alfabeto manual russo (também usado na Bulgária e nações ex-soviéticas)
- Alfabeto manual espanhol (Madrid)
- Alfabeto manual sueco
- Alfabeto manual iugoslavo

#### Outros alfabetos não lineares
Segue abaixo uma lista de alfabetos compostos por outros tipos de sinais que não apenas linhas na superfície.
- Braille (Unificado) — um alfabeto desenvolvido para cegos e deficientes visuais, podendo conter letras adicionais para transcrever os alfabetos latino, cirílico, grego, hebraico e árabe, assim como o chinês.
- Braille coreano
- Braille americano (extinto)
- New York Point — uma alternativa ao braille - extinto
- Código internacional de sinais (tanto alfabético quanto ideográfico)
- Código Morse (internacional) — um código trinário de linhas, pontos, e silêncio, pode ser transmitido por eletricidade, luz, ou som
- Código Morse americano (extinto)
- Telégrafo ótico (extinto)

### Abugidas
Um abugida, ou alfa-silabário, é uma escrita segmental na qual os sons vocálicos são indicados por diacríticos e outras modificações sistemáticas das consoantes. Geralmente, no entanto, se uma única letra é entendida como possuidora de uma vogal inerente não escrita, e apenas outras vogais além dessa são escritas, então o sistema é classificado como abugida indiferentemente se as vogais aparecem como diacríticos ou como verdadeiras letras. A vasta maioria dos abugidas é encontrada da Índia ao Sudeste asiático sendo historicamente pertencentes à família brâmane.

#### Abugidas da família brami
- Brami — prácrito, sânscrito
- Ahom
- Balinês
- Batak — toba e outras línguas Batak
- Baybayin — ilokano, kapampangan, pangasinano, tagalog, Línguas bikol, Línguas visayanas, e possivelmente outras línguas filipinas
- Bengali — bengali, assamês
- Buhid
- Birmanês — birmanês, Línguas karen, mon
- Cham
- Dehong — dehong dai
- Devanāgarī — hindi, sânscrito, marati, nepali, e muitas outras línguas do norte da Índia
- Gujarāti — gujarāti, kachchi
- Escrita gurmukhi — punjabi
- Hanuno’o
- Javanês
- Kaganga — rejang
- Canarês — Canarês, tulu
- Khmer
- Lao
- Limbu
- Lontara’ — buginês, makassar, e mandar
- Malaiala
- Modi — marata
- Oriya – oriá
- Phags-pa — mongol, chinês, e outras línguas da Dinastia Yuan do Império Mongol
- Ranjana — newari
- Sinhala
- Sourashtra
- Soyombo
- Syloti Nagri - sylheti
- Tagbanwa — línguas de Palau
- Tai Dam
- Tamil
- Telugu
- Thai
- Tibetano
- Tocariano
- Varang Kshiti — Ho

#### Outros abugidas
- Silabário canadense — silabário cree (para o cree), silabário inuktitut (para o inuktitut), e outras variants para as línguas ojibwe, carrier, blackfoot, e outras línguas do Canadá
- Etiópico — amárico, gueês, oromo, tigrínio
- Kharoṣṭhī — gandhari, sânscrito
- Meroítico — Meroé
- Pitman Shorthand
- Escrita pollard — miao
- Sorang Sompeng — sora
- Thaana — divehi
- Thomas Natural Shorthand

#### Abugidas contendo diacríticos na consoante final
Em ao menos um abugida, não apenas a vogal, mas também qualquer consoante da sílaba-final é escrita com um diacrítico. Isto é, representando com um anel inferior [o], e o final terminado em [k] com uma cruz sobre a letra, [sok] s̥̽.
- Róng — lepcha

#### Abugidas vocálicos
Em um par de abugidas, as vogais são básicas, enquanto as consoantes são secundárias. Se nenhuma consoante for escrita, como no abugida pahawh hmong, entende-se que a consoante presente é /k/; as consoantes são escritas após a vogal que as precedem na fala. Em braille japonês, as vogais mas não as consoantes possuem status independentes, isso acontece quando as vogais que são modificadas quando a consoante é y ou w.
- Boyd's Syllabic Shorthand
- Braille japonês — japonês
- Abugida pahawh hmong — Hmong

## Sistemas de escrita indecifrados/Possíveis escritas
Esses sistemas de escrita a seguir ainda não foram decifrados. Em alguns casos, como o meroítico, os valores fonéticos dos glifos são conhecidos, mas os textos ainda não podem ser lidos, pois a língua não é conhecida. Em outros casos, como o do disco de phaistos, há alguma esperança de progresso a menos que se encontrem mais textos dessa escrita. Vários desses sistemas, tais como o epi-olmeca e indus, tiveram a decifragem reivindicada, mas tais descobertas não foram confirmadas por pesquisadores independentes. No vinča e em outros casos o sistema, apesar de simbólico, pode ser descartado como escrita.
- Biblos — na cidade de Biblos
- Eskayan — Bohol, Filipinas
- Isthmiano (aparentemente logosilábico)
- Escrita indu — Civilização do Vale do Indo
- Quipo - Império Inca (possivelmente não constitui uma escrita)
- Escrita Quital — Quital
- Linear A (a syllabary) — Minoan
- Mixteca — mixteca (talvez pictográfico)
- Vinča (talvez proto-escrita)
- Olmeca — Olmeca (possivelmente a escrita mais antiga da Mesoamérica)
- Disco de Phaistos (um único texto)
- Proto-Elamita — Elam (quase tão velho quanto o sumério)
- Rongorongo — rapa nui (talvez um silabário)
- Wadi el-Ħôl & Proto-Sinaitic (características de abjad)
- Zapoteca — zapoteca (uma outra antiga escrita mesoamericana)
- Banpo -Cultura de Yangshao
- Jiahu -Cultura de Peiligang
- Tartessiano ou Escrita do sudoeste — tartessiano ou língua do sudoeste
- Escrita do sudeste — ibérico

## Sistemas de escrita indecifrados
Um grande número de manuscritos de um passado relativamente recente podem ser considerados sistemas de escrita inventados, as cifras de um sistema já existente ou simplesmente um hoax.
- Manuscrito Voynich
- Codex Rohonc
- Codex Seraphinianus
- Hamptonese
- Asêmico

## Outros

### Alfabetos fonéticos
Essa seção lista os alfabetos usados para descrever sons fonéticos ou fonêmicos; não deve ser confundido com o alfabeto rádio ou o alfabeto radiotelefônico.
1. Alfabeto Fonético Internacional
2. Alfabeto deseret
3. Unifon
4. Americanist phonetic notation
5. Uralic Phonetic Alphabet
6. Shaviano

### Alfabetos especiais
Alfabetos podem existir em outras formas além de símbolos visíveis em uma superfície: Alguns deles são:

#### Alfabetos táteis
1. Braille
2. Moon type
3. New York Point

#### Alfabetos manuais
1. Dactilologia

Por exemplo:
1. American Sign Language
2. American manual alphabet
3. Korean manual alphabet
4. Cued Speech

#### Sinalização à longa distância
1. Código internacional de sinais
2. Código Morse
3. Sinalização de trânsito
4. Telegraf ótico

### Alfabetos alternativos
1. Gregg Shorthand
2. Initial Teaching Alphabet
3. Pitman Shorthand
4. Quikscript

### Sistemas de escrita fictícios
1. Ath
2. Aurebesh
3. D'ni
4. Goa'uld
5. Klingon
6. On Beyond Zebra!